# Servetiye Karşı, Başiskele
Servetiye Karşı là một xã thuộc huyện Başiskele, tỉnh Kocaeli, Thổ Nhĩ Kỳ. Dân số thời điểm năm 2010 là 373 người.